# Pothyne pseudolaosensis
Pothyne pseudolaosensis là một loài bọ cánh cứng trong họ Cerambycidae.